# 申請
申請（しんせい）とは、一般に、官公庁などの処理機関に対して、自己の希望を申し立て、一定の許可等の効果を求めることをいう。しかしながら、法令に基づかないいわば見かけ上の申請ともいうべき申出もあり、この場合実態は申請とは呼べない。日本法上では、各法分野において多岐に用いられており、行政法上では、行政庁に対し許可・認可などを求めること。訴訟法上は、「申立て」と同じ意味で用いられる。
申請は原則として申請の受理を行う機関に対して書面（申請書）にて行うが、電子申請・オンライン申請などが順次普及しており、書面の必要性は次第に低下している。国際社会ではアメリカやシンガポールをはじめさらなる電子化が進んでいることから、日本においても徐々に判子や製本などによる官僚主義的で煩雑な作業は一部減少している。

## 日本法・行政法上の概要
定義
法令に基づき、行政庁の許可、認可、免許その他の自己に対し何らかの利益を付与する処分（「許認可等」という。）を求める行為であって、当該行為に対して行政庁が諾否の応答をすべきこととされているものをいう（行政手続法2条3項）。
- 行政手続法は、以下で条数のみ記載する。

### 法律における義務
行政手続法での、行政庁の義務
義務
- 審査基準の設定と公表
行政庁は、審査基準を、許認可等の性質に照らしてできる限り具体的なものとして定めるものとする(5条1項 2項)。
行政上特別の支障があるときを除き、申請の提出先の事務所に備付け等の方法により公にしておかなければならない(5条 3項)。
定めようとする場合には、意見公募手続に従い、審査基準の案及びこれに関連する資料をあらかじめ公示し、意見、情報の提出先及び意見提出期間を定めて広く一般の意見を求めなければならない（38条）。
- 標準処理期間の公表
事務所に到達してから処分をするまでに通常要すべき標準的な期間を定めたときは、提出先とされている機関の事務所における備付けその他の適当な方法により公にしておかなければならない(6条)。
- 審査と応答(7条)
申請の形式上の要件に適合しない申請については、速やかに、申請者に対し相当の期間を定めて当該申請の補正を求め、又は当該申請により求められた許認可等を拒否しなければならない。
- 理由の提示
拒否する処分をする場合は、申請者に対し、同時に、当該処分の理由を示さなければならない(8条)。
ただし、申請が審査基準の数量的指標等に適合しないことが申請書の記載等から明らかであるときは、申請者の求めがあったときに示せばよい。
- 複数の行政庁が関与する処分
他の行政庁において同一の申請者からされた関連する申請が審査中であることをもって許認可等の審査又は判断を殊更に遅延させるようなことをしてはならない(11条)。

努力義務
- 標準処理期間の設定
申請がその事務所に到達[3]してから当該申請に対する処分をするまでに通常要すべき標準的な期間（標準処理期間）を定めるよう努めるなければならない(6条)。
処分の性質上から審査の期間が変動し困難な場合があるため努力義務とされている。
- 情報の提供
申請者の求めに応じ、申請に対する処分の時期の見通しや、申請をしようとする者又は申請者の求めに応じ、申請書の記載及び添付書類に関する事項その他の情報の提供に努めなければならない(9条)。
- 公聴会の開催
公聴会の開催その他の適当な方法により申請者以外の者の意見を聴く機会を設けるよう努めなければならない(10条)。
- 複数の行政庁が関与する処分
相互に関連する複数の申請に複数の行政庁が関与する場合においては、当該複数の行政庁は、必要に応じ、相互に連絡をとり、当該申請者からの説明の聴取を共同して行う等により審査の促進に努めるものとする(11条)。

## 地方自治法
- 許認可等の基準（地方自治法250条の2）
- 許認可等の標準処理期間（地方自治法250条の3）
- 許認可等の取消し等の方式（地方自治法250条の4）

### 書籍
- 稲葉, 馨、人見, 剛、村上, 裕章、前田, 雅子『行政法』（第4版）有斐閣、東京、2018年。ISBN 978-4-641-17940-0。

### 判例
- 最高裁 (1991-03-19), 地籍更正審査請求却下無効確認, 判決, "国土調査法一七条二項に基づく申出に対する回答は、抗告訴訟の対象となる行政処分に当たらない。", 民集 不明 (162):  211.,  “国土調査法17条2項に基づく地図・簿冊の修正の申出について”. 判時 (1401):  40.
- 最高裁 (2009-04-17), 住民票不記載処分取消等請求事件, 判決, "１　出生した子につき住民票の記載を求める親からの申出に対し特別区の区長がした上記記載をしない旨の応答は、抗告訴訟の対象となる行政処分に当たらない。２　母がその戸籍に入る子につき適法な出生届を提出していない場合において、特別区の区長が住民である当該子につき上記母の世帯に属する者として住民票の記載をしていないことは、(1)上記母が出生届の提出をけ怠していることにやむを得ない合理的な理由があるとはいえないこと、(2)住民票の記載がされないことにより当該子に看過し難い不利益が生じているとはうかがわれないことなど判示の事情の下では、住民基本台帳法上違法ということはできず、国家賠償法上も違法ではない。（２につき意見がある）",  “住民基本台帳法14条2項に基づく住民票の誤記・記載漏れの申出について”. 民集 63 (4):  638.